# Alberto Jonás
Alberto Jonás (8 juin 1868, Madrid - 10 novembre 1943, Philadelphie) est un pianiste, compositeur et pédagogue de piano espagnol. Bien que l'on ne sache pas grand-chose sur sa vie, en tant que pianiste, il était considéré comme un virtuose du niveau d'Ignacy Jan Paderewski, Moriz Rosenthal, Leopold Godowsky, Józef Hofmann et Josef Lhévinne.[réf. nécessaire]. Il s'est également classé, dans les années 1920 et 1930, parmi les plus grands et les plus recherchés des pédagogues du clavier de l'époque.

## Vie et début de carrière (Madrid, 1868-1886)
Né à Madrid de parents allemands Julius Jonas, un homme d'affaires, et Doris Sachse, ses talents musicaux sont reconnus dès son plus jeune âge. Le roi Alfonso XII d'Espagne reçoit le jeune enfant en audience privée au palais royal de Madrid en 1880 et Jonas est immédiatement salué comme un prodige. Il étudie d'abord au Conservatoire Royal de Madrid avec Manuel Mendizábal (1817–1896) en piano (Mendizábal avait été le professeur de piano d' Isaac Albéniz ) et Ciriaco Olave en orgue, et il est diplômé à l'âge de 12 ans, en 1880. Pendant les six années suivantes, il voyage et réside en Belgique, en Angleterre, en Allemagne et en France pour étudier les affaires, conformément aux désirs de ses parents pour une carrière dans la finance, et aussi donner des représentations publiques. À cette époque, Jonas commence également à devenir polyglotte, maîtrisant couramment le français, le russe, l'allemand, l'anglais et l'espagnol.

## Bruxelles, 1886–1890
En 1886, à l'âge de 18 ans et contre la volonté de ses parents, qui essaient de le dissuader de poursuivre une carrière de pianiste de concert, il entre au Conservatoire royal de Bruxelles, où il étudie pendant quatre ans avec le célèbre élève de Liszt, Arthur De Greef et également avec François-Auguste Gevaert en classe de composition. Selon l'Annuaire du Convervatoire Royal de Musique de Bruxelles, il remporte le très convoité premier prix du Conservatoire de Bruxelles, dans la section piano, en 1888, en jouant le Concerto pour piano en sol mineur de Moscheles, un prélude et fugue de Bach, et le Caprice sur des airs de ballet d'Alceste de Gluck, par Saint-Saens. Plus tard, il remporte une mention honorable en harmonie en 1890, dernière année de son diplôme.

## Saint-Pétersbourg, Allemagne, Autriche, 1890-1893

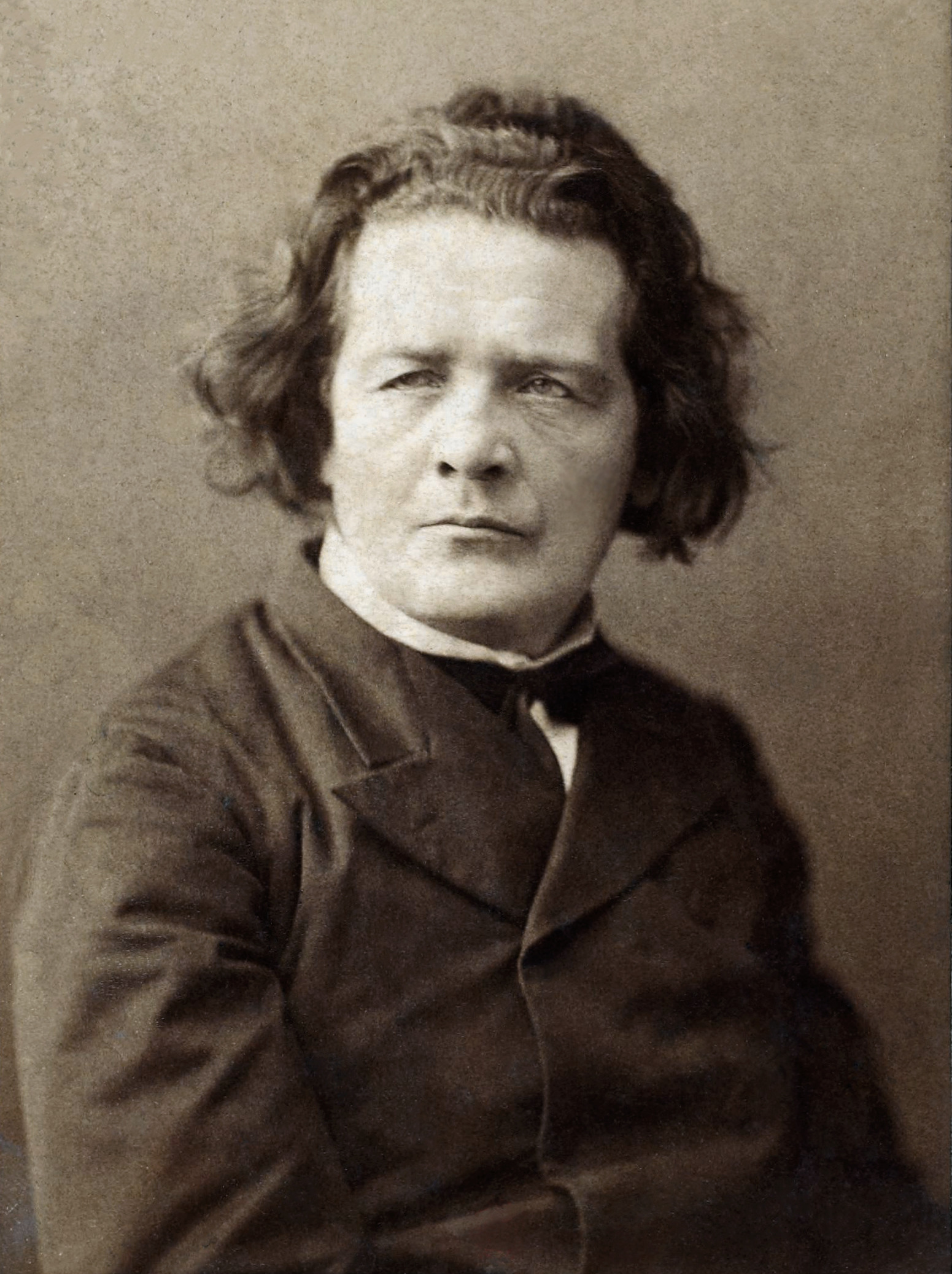
Anton Rubinstein a choisi Alberto Jonás comme l'un de ses rares élèves.

Diplômé de Bruxelles en 1890, il participe au premier concours international Anton Rubinstein, qui se tient au Conservatoire de Saint-Pétersbourg . Même s'il n'a pas remporté le très convoité Premier Prix de piano (qui est allé à Nikolay Dubasov (en)), il a néanmoins fait une impression extraordinaire sur Anton Rubinstein, qui l'a aussitôt invité à faire partie de la poignée de pianistes qui ont eu le privilège d'être ses élèves. Il a ensuite travaillé avec Rubinstein à Saint-Pétersbourg pendant les trois années suivantes. Au cours de son séjour là-bas, il est devenu un pianiste et un professeur reconnu, et s'est rapidement lié d'amitié avec des étudiants de Rubinstein, Józef Hofmann, Felix Blumenfeld et Teresa Carreño, qui tenaient tous son jeu en haute estime. Au cours de cette période, il rencontre également Ignacy Jan Paderewski, qui agit comme mentor et lui donne quelques leçons (en particulier sur son propre Concerto pour piano en la mineur, op.17, que Jonás interprète souvent plus tard) et l'encourage à poursuivre ses études en musique. En 1891, il fait ses débuts à Berlin en tant que soliste avec l'Orchestre philharmonique de Berlin sous Hans von Bülow, recevant des critiques élogieuses.

## États-Unis 1893-1904
En 1893, il s'installe à New York, faisant bientôt ses débuts avec la Symphony Society of New York à Carnegie Hall en jouant le Concerto Paderewski dirigé par Walter Damrosch. En 1894, il est nommé professeur à la Music School de l'Université du Michigan à Ann Arbor, devenant plus tard président et directeur du Michigan Conservatory of Music de Detroit, poste qu'il occupe jusqu'en 1904. En 1897, il fait ses débuts avec le Boston Symphony Orchestra sous la direction d'Emil Paur, à nouveau avec le concerto Paderewski. Il donne également des concerts au Canada, au Mexique et à Cuba à cette époque. Le 20 décembre 1899, il épouse la pianiste allemande Elsa von Grave à Ann Arbor, qui, bien que née à Cologne, a été l'élève de Hans von Bülow au Conservatoire de Munich et qui est la fille de la baronne allemande Rosalie von Grave et du baron allemand Friedrich. Wilhelm Mortimer, baron von Grave (1824–1896), capitaine de l'armée prussienne. Elsa von Grave a émigré aux États-Unis en 1894, un an après Jonas, et ils se sont probablement rencontrés à Ann Arbor la même année.

## Berlin 1904–1914
En 1904, Jonas décide de retourner en Europe, s'installant à Berlin, où il devient rapidement l'un des professeurs de piano les plus respectés. Là, il devient rapidement professeur au Conservatoire de Klindworth-Scharwenka et se lie d'amitié avec Leopold Godowsky, Karl Klindworth, James Kwast et Moritz Moszkowski, qui y sont également professeurs et interprètes. La Première Guerre mondiale le fait retourner à New York, où il s'installe finalement. On ne sait pas si Alberto Jonás divorce d'Elsa von Grave ou si elle est morte pendant la guerre. En 1914, il n'est plus marié avec elle et commence une relation avec une pianiste américaine d'origine allemande, Henrietta Gremmel (1888-1964), qu'il épouse plus tard en 1921. Elle est originaire de Muscatine, Iowa, fille d'un immigrant allemand de Hanovre qui a créé une entreprise de tabac à Muscatine. Elle a 20 ans de moins qu'Alberto Jonas.

## États-Unis 1914-1943
Le 17 octobre 1914, il revient d'une Europe déchirée par la guerre à New York, en compagnie de la pianiste Henrietta Gremmel (1888-1964), qu'il épouse plus tard. De 1914 jusqu'à sa mort en 1943, il vit dans un appartement new-yorkais de l'Upper West Side (19 West 85th Street ), son appartement devenant la Mecque des étudiants et pianistes talentueux du monde entier. Bientôt, Jonas devient également professeur au Combs College of Music de Philadelphie, où il garde également un petit appartement, et à la Von Ende School of Music de New York. Alberto Jonas meurt le 10 novembre 1943 à Philadelphie.

## Master School of Modern Piano Playing and Virtuosity
C'est pendant sa période à New York que Jonas a l'idée sans précédent d'entamer une correspondance avec tous les grands musiciens et pianistes qu'il a rencontrés tout au long de sa vie de musicien errant, leur demandant personnellement de collaborer avec leurs propres idées sur la pratique du piano vers la publication d'un traité sur le jeu du piano qui inclurait les principaux courants de la virtuosité moderne. Les pianistes ont même accepté d'écrire leurs propres exercices techniques spécifiquement pour le livre de Jonas, ainsi que de partager leurs propres idées sur la technique, le pédalage, le doigté, les méthodes de pratique, le phrasé, la mémorisation, etc., et également de prendre des photos exclusives d'eux-mêmes et de leurs mains en train de jouer, afin d'illustrer quelques points.
Au début des années 1920, il commence à rassembler tout le matériel qu'il a accumulé dans la correspondance et commence à écrire ce qu'il appelle plus tard Master School of Modern Piano Playing and Virtuosity, en sept volumes. Il lui faut sept ans pour achever la vaste entreprise (1922–1929), qui dans sa formation finale présente la distinction unique d'avoir la collaboration de pratiquement tous les plus grands virtuoses du piano vivants. Les contributeurs finaux sont Arthur Friedheim, Ignaz Friedman, Vasily Safonov, Ferruccio Busoni, Katharine Goodson, Leopold Godowsky, Alfred Cortot, Rudolph Ganz, Wilhelm Backhaus, Fannie Bloomfield Zeisler, Ernő Dohnányi, Ossip Gabrilowitsch, Josef Lhévinne, Isidor Philipphal, Moriz Emil von Sauer, Leopold Schmidt et Zygmunt Stojowski, et ont inclus des extraits de plus de mille exemples tirés de l'ensemble de la littérature pour piano afin d'illustrer des points spécifiques.
De par sa portée, son originalité et sa clarté d'exécution, le livre est sans précédent. Il est finalement publié en 1929 par Carl Fischer Music à New York. Busoni le considère comme « l'œuvre la plus monumentale jamais écrite sur le piano » en sept volumes.

Lhévinne le qualifie comme « le plus grand et le plus précieux travail sur le sujet » et Rosenthal considère que c'est un « un travail de maître ». Il a également été admiré par Sergei Rachmaninov, qui l'a mentionné dans certaines de ses lettres.

## Réception
En raison de l'impact de la Grande Dépression et de la Seconde Guerre mondiale sur l'industrie de l'édition en Amérique, l'ouvrage Master School n'est jamais réimprimé et il est rapidement épuisé. L'auteur et ses idées sont quelque peu oubliés après sa mort, mais il y a encore des pianistes et des professeurs qui utilisent des volumes de la Master School dans leur pédagogie. Même s'il est le plus important écrivain espagnol sur la pratique du piano, il est pratiquement inconnu dans son pays d'origine (où le Master School n'a jamais été publié).
Parmi les étudiants en piano d'Alberto Jonás figurent Pepito Arriola, Ellen Ballon (en), Anis Fuleihan (en), Eugenia Buxton, Vincent Persichetti, Eloise Wood, Daniel Jones, Lewis L.Richards, David Earl Moyer, Leonard Heaton, Alfred Lucien Calzi, Elizabeth Zug, Reah Sadowsky, et Louis Loth .

## Sources
- Gdal Saleski, Famous Musicians of a Wandering Race[1], pp.328–330
- James Francis Cooke (en), Great Pianists on Piano Playing[2],[3].
- Harriete Brower (2003) Piano Mastery, The Harriete Brower Interviews, éd. Jeffrey Johnson, Dover, New York  (ISBN 978-0-48642-781-2)
- Ferruccio Busoni : Selected Letters, éd. Antony Beaumont, Butler & Tanner, Londres, 1987, p.195
- David Dubal : The Art of the Piano
- David Dubal : Reflections from the Keyboard, the world of the concert pianist.
- Anita Le-ling Chang : The Russian school of advanced piano technique, its history and development from the 19th to 20th century. Doctoral dissertation, Université du Texas, Austin, 1996.
- Alberto Jonas' Master School and its role in early twentieth-century piano virtuositySalvosa, Ross Edillor.
- Alba González, Amanda Judith (2007)[4]. Doctoral dissertation, Universidad Autónoma de Madrid.
- Université du Michigan School of Music, Calendar of the University School of Music[5].